# Pools Instituut voor Internationale Zaken
Het Pools Instituut voor Internationale Zaken (Pools: Polski Instytut Spraw Międzynarodowych, PISM) is een Poolse denktank op het gebied van internationale betrekkingen, opgericht in 1947. Het hoofdkantoor is gevestigd in Warschau.
De hoofdtaak van PISM is het maken van publieke analyses en prognosestudies van de internationale omgeving en processen die de positie van Polen ten opzichte van de rest van de wereld bepalen, zowel binnen de Europese Unie als daarbuiten. Het instituut verzorgt ook trainingen en voorziet de regering van advies.

## Geschiedenis
PISM werd voor het eerst opgericht op 3 juni 1947, door de regering van de toenmalige Volksrepubliek Polen.  In 1993 werd het instituut tijdelijk gesloten en ondergebracht bij het Ministerie van Buitenlandse Zaken. In 1996 werd het opnieuw opgericht, nu onder de huidige naam PISM. 

## Bestuursleden
- 1947 – Marion Mushkat
- 1947–1948 – Aleksander Weryka
- 1949–1951 – Marian Muszkat
- 1951–1957 – Julian Katz-Suchy
- 1957–1960 – Julian Hochfeld
- 1960–1964 – Ostap Dłuski
- 1964–1968 – Adam Kruczkowski
- 1968–1971 – Ryszard Frelek
- 1971–1980 – Marian Dobrosielski
- 1980–1987 – Janusz Symonides
- 1987–1991 – Maciej Perczyński
- 1991–1993 – Antoni Kamiński
- 1994–1996 – geen
- 1999–2004 – Ryszard Stemplowski
- 2004–2005 – Jacek Foks
- 2005–2007 – Roman Kuźniar
- 2007–2010 – Sławomir Dębski
- 2010–2015 – Marcin Zaborowski
- 2015–2016 – Anna Zielińska-Rakowicz
- 2016–2024 – Sławomir Dębski
- 2024– – Jarosław Ćwiek-Karpowicz